# 83D/Russell
83D/Russell 1, komet Jupiterove obitelji.